# Clement Atkinson Memorial Hospital
Clement Atkinson Memorial Hospital je historická nemocniční budova v Coatesville v Pensylvánii. Je umístěna na 822–824 East Chestnut Street.
Jedná se o budovu s pěti částmi. Původní byla domovem Dr. Atkinsona, a má 1 1/2 podlaží – cihlová stavba v řadové zástavbě v koloniálním revival stylu. Jednopatrové, osmipokojové, nemocniční křídlo v zadní části bytu bylo postaveno v roce 1932. Druhé patro bylo přidáno k nemocničnímu křídu v roce 1937. Pozdější dostavby se konaly v roce 1955, 1962 a 1969. Nemocnice sloužila místní afroamerické populaci a zůstala v provozu až do roku 1977. Stavba byla přeměněna na komunitní centrum a byty v roce 1991.
V roce 2011 byl objekt zařazen do National Register of Historic Places.